# William Jackson (giocatore di curling)
William Kilgour Jackson (Lamington, 14 marzo 1871 – Symington, 26 gennaio 1955) è stato un giocatore di curling britannico.

## Biografia
Partecipò ai I Giochi olimpici invernali edizione disputata a Chamonix (Francia) nel 1924, riuscendo a vincere una medaglia d'oro nella squadra britannica con i connazionali Laurence Jackson, Robin Welsh, Thomas Murray, John T. S. Robertson-Aikman, John McLeod, William Brown e D. G. Astley.
Nell'edizione l'argento andò agli svedesi, il bronzo alla Francia. Era il padre di Laurence Jackson.